# Mesabolivar exlineae
Mesabolivar exlineae là một loài nhện trong họ Pholcidae. Loài này được phát hiện ở Peru.